# Justine Dufour-Lapointe
Justine Dufour-Lapointe (Montreal, Quebec, 1994) és una esquiadora quebequesa, especialista en esquí acrobàtic. Va ser campiona olímpíca als Jocs Olímpics de Sotxi el 2014 i subcampiona el 2018 a Pyeongchang. El 2015 també es va endur l'or en el Campionat del Món d'esquí acrobàtic.
És la petita de tres germanes, totes elles dedicades professionalment a l'esquí acrobàtic de competició.

## Biografia

### Vida privada
Justine Dufour-Lapointe és la filla petita d'Yves Lapointe, enginyer, i de Johane Dufour. Va començar a practicar ben aviat l'esquí acrobàtic en companyia de les seves germanes Maxime i Chloé a l'estació d'hivern de Mont Blanc, a les Laurentides (Quebec). Va fer la secundària al Col·legi Saint-Jean Vianney, de 2006 a 2007, i al Col·legi d'Anjou, on es va diplomar el 2011. Actualment estudia a distància ciències humanes a través del Col·legi Ahuntsic. Es descriu a si mateixa com a «dinàmica, enginyosa i divertida».

### Carrera
Amb tan sols 16 anys, Justine Dufour-Lapointe va aconseguir el seu primer podi à Méribel (França), i menys d'un mes més tard va aconseguir la seva primera victòria al Mont-Gabriel, ambdós en l'especialitat de bamps en paral·lel. La temporada 2011 va aconseguir el setè lloc a la classificació de la Copa del Món (quarta en bamps).
El 2014 va participar en els Jocs Olímpics de Sotxi amb les seves germanes Maxime i Chloé. Justine es va endur la medalla d'or, passant per davant de la seva germana Chloé, que va ser medalla de plata, i la nord-americana Hannah Kearney. Poc després, les 3 germanes Dufour-Lapointe es van citar a Inawashiro (Japó) per a disputar-hi la Copa del Món. Justine no es va arronsar i es va endur la prova en companyia de la seva germana Maxime, que va quedar tercera.
Als Campionats del Món de 2015, Justine Dufour-Lapointe es va endur dues medalles: l'or en bamps i la plata en bamps paral·lels. Als Jocs Olímpics de Pyeongchang del 2018, va arribar a la final en sis ocasions i va acabar enduent-se la medalla de plata per darrere de la francesa Perrine Laffont.

## Palmarès
Actualitzat el 10 de març de 2019

### Jocs olímpics

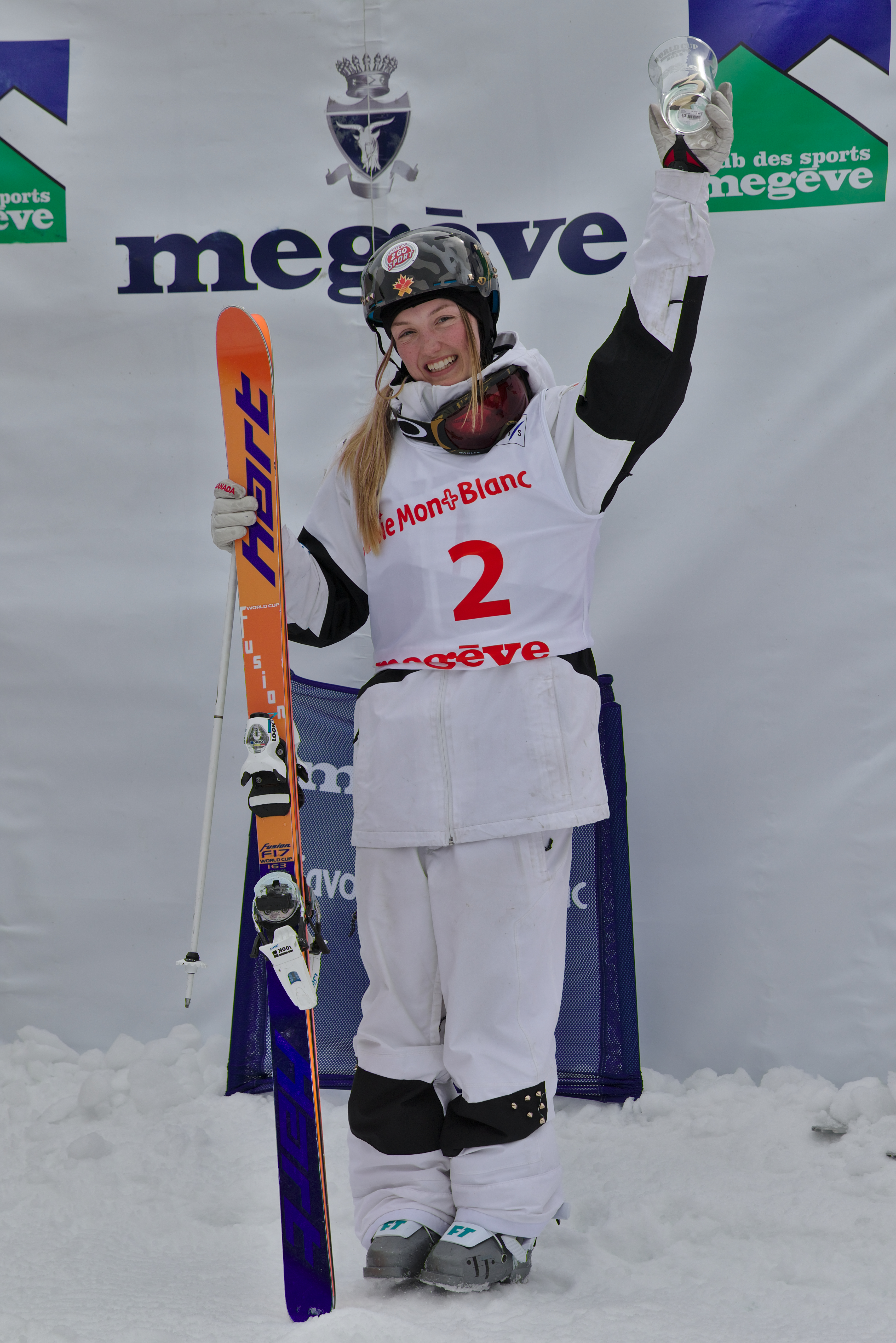
Justine Dufour-Lapointe a Magéva el 2015.

- Sotxi:  Or en bamps
- Pyeongchang:  Plata en bamps

### Campionats del Món
| Edició/Disciplina | Bamps  | Bamps en paral·lel |
| Mundials 2013     | Bronze | 15a                |
| Mundials 2015     | Or     | Argent             |
| Mundials 2017     | Bronze | 14a                |

### Copa del Món
- 3a a la classificació general el 2014.
- 2a a la classificació de bamps el 2012, 2013, 2014, 2015 i 2016
- Sortides: 84
- Victòries: 14
- Podis: 43

#### Differents classificacions a la Copa del Món
| Any/Classificació | General | General | Bamps  | Bamps |
| ----------------- | ------- | ------- | ------ | ----- |
| Any/Classificació | Class.  | Punts   | Class. | Punts |
| 2011              | 13a     | 42      | 4a     | 457   |
| 2012              | 4a      | 56      | 2a     | 732   |
| 2013              | 7a      | 53      | 2a     | 640   |
| 2014              | 3a      | 70      | 2a     | 774   |
| 2015              | 4a      | 55.67   | 2a     | 501   |
| 2016              | 8a      | 58.88   | 2a     | 471   |
| 2017              | 12a     | 54.18   | 3a     | 596   |
| 2018              | 14a     | 45.40   | 5a     | 454   |

#### Resultats a la Copa del Món
| Any  | Disciplina         | Lloc           | Resultat |
| ---- | ------------------ | -------------- | -------- |
| 2011 | Bamps en paral·lel | Méribel        | 3a       |
| 2011 | Bamps en paral·lel | Mont-Gabriel   | 1a       |
| 2011 | Bamps en paral·lel | Are            | 2a       |
| 2011 | Bamps en paral·lel | Myrkdalen-Voss | 3a       |
| 2012 | Bamps en paral·lel | Méribel        | 2a       |
| 2012 | Bamps en paral·lel | Mont-Gabriel   | 2a       |
| 2012 | Bamps              | Lake Placid    | 2a       |
| 2012 | Bamps              | Calgary        | 2a       |
| 2012 | Bamps en paral·lel | Deer Valley    | 2a       |
| 2012 | Bamps              | Beida Lake     | 2a       |
| 2012 | Bamps              | Naeba          | 3a       |
| 2012 | Bamps en paral·lel | Megéva         | 1a       |
| 2013 | Bamps en paral·lel | Ruka           | 2a       |
| 2013 | Bamps en paral·lel | Kreischberg    | 3a       |
| 2013 | Bamps              | Calgary        | 1a       |
| 2013 | Bamps en paral·lel | Deer Valley    | 2a       |
| 2014 | Bamps en paral·lel | Ruka           | 2a       |
| 2014 | Bamps              | Calgary        | 1a       |
| 2014 | Bamps              | Deer Valley    | 3a       |
| 2014 | Bamps              | Lake Placid    | 1a       |
| 2014 | Bamps              | Val St. Come   | 2a       |
| 2014 | Bamps              | Inawashiro     | 1a       |
| 2014 | Bamps              | Myrkdalen-Voss | 1a       |
| 2014 | Bamps en paral·lel | Myrkdalen-Voss | 2a       |
| 2015 | Bamps              | Calgary        | 3a       |
| 2015 | Bamps              | Deer Valley    | 2a       |
| 2015 | Bamps en paral·lel | Deer Valley    | 1a       |
| 2015 | Bamps              | Lake Placid    | 1a       |
| 2015 | Bamps en paral·lel | Megéva         | 3a       |
| 2016 | Bamps              | Calgary        | 2a       |
| 2016 | Bamps              | Val St. Come   | 1a       |
| 2016 | Bamps              | Deer Valley    | 1a       |
| 2016 | Bamps en paral·lel | Deer Valley    | 1a       |
| 2017 | Bamps              | Val St. Come   | 1a       |
| 2017 | Bamps              | Calgary        | 2a       |
| 2017 | Bamps              | Deer Valley    | 2a       |
| 2017 | Bamps              | Pyeongchang    | 2a       |
| 2017 | Bamps              | Thaiwoo        | 2a       |
| 2017 | Bamps en paral·lel | Thaiwoo        | 3e       |
| 2018 | Bamps              | Calgary        | 3e       |
| 2018 | Bamps              | Tremblant      | 1a       |
| 2018 | Bamps              | Tazawako       | 2a       |
| 2018 | Bamps en paral·lel | Megéva         | 3a       |